# Nieuport 24
O Nieuport 24 (ou Nieuport XXIV C.1 em fontes contemporâneas) foi um caça sesquiplano francês da Primeira Guerra Mundial projetado por Gustave Delage como um desenvolvimento do bem-sucedido Nieuport 17.
O Nieuport 24 teve a infelicidade de ser o penúltimo design adequado para táticas que estavam sendo substituídas quando entrou em serviço. Seu pequeno tamanho, peso relativamente leve e motor pequeno deram-lhe uma vantagem significativa de manobrabilidade em açoes de "dogfight". No entanto, caças maiores e mais pesados que dependiam quase inteiramente da velocidade, como o SPAD VII e o Albatros D.III, estavam entrando em serviço junto com a introdução de formações de combate cada vez maiores, o que geralmente minimizava as vantagens de sua manobrabilidade. Embora seu manuseio tenha sido melhorado um pouco, seu desempenho foi um pouco melhor do que o anterior Nieuport 23 que deveria substituir e, portanto, foi operado ao lado de um número maior do SPAD S.VII, embora em novembro de 1917, de uma força de caças da linha de frente francesa de 754 aeronaves, os Nieuports ainda eram 310 dessas aeronaves. Os Nieuport 24 operacionais serviram com unidades francesas, britânicas e russas, e o tipo também serviu amplamente como um treinador avançado.

## Projeto e desenvolvimento

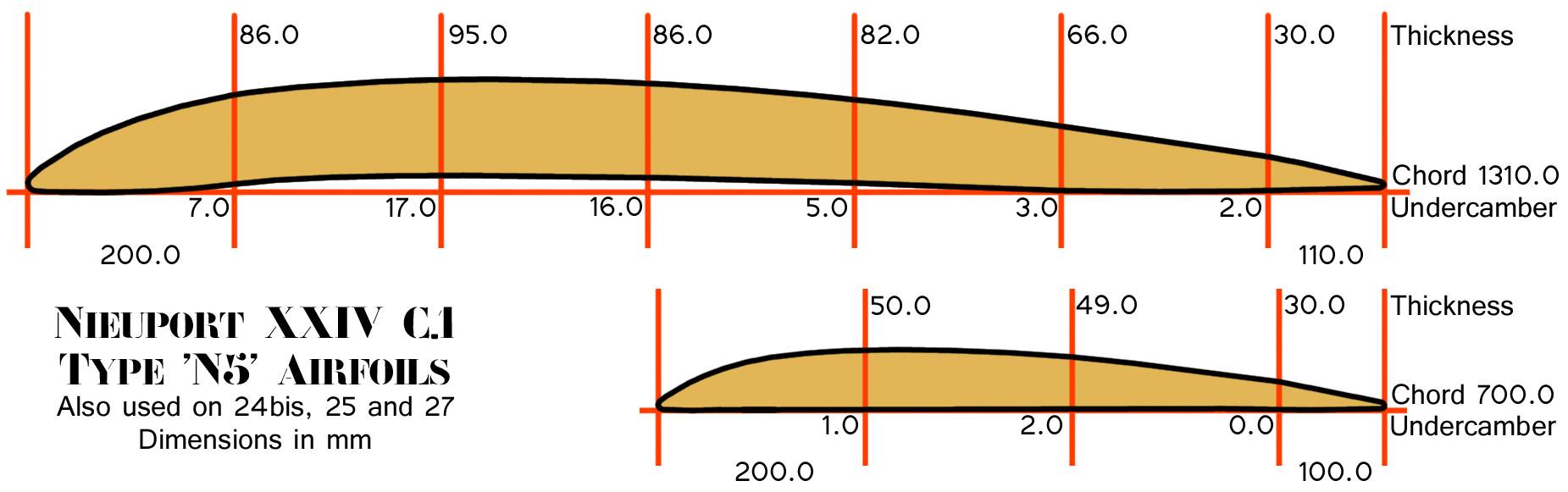
Ilustração do aerofólio Tipo N5 do Nieuport 24.

O Nieuport 24 utilizou uma nova asa com a mesma forma do Nieuport 23 anterior, mas com uma borda de madeira compensada e uma nova seção de aerofólio com uma parte inferior mais plana. A longarina dianteira foi movida para trás, afetando visivelmente as escoras estilo "cabana", que foram então inclinadas para trás. Os ailerons tiveram suas pontas arredondadas e para reduzir o arrasto e receberam uma tira de tecido reforçada com arame para cobrir a folga da dobradiça, porém a tira afetou severamente o manuseio do tipo, por isso foi removida logo após a entrada em serviço.
A mesma fuselagem com pequenas mudanças de detalhes foi usada como no Nieuport 17bis, que apresentava uma forma aerodinâmica melhorada em comparação com os Nieuports anteriores, com longarinas longitudinais que vão da popa dos lados do cockpit de compensado moldado até a cauda. Internamente, a estrutura foi atualizada e, enquanto o "17bis" tinha sua metralhadora Vickers deslocado para bombordo, o 24 o tinha montado a estibordo da linha central.
O Nieuport 24 também recebeu uma empenagem totalmente nova de compensado moldado arredondado, incorporando uma pequena aleta fixa e um leme em forma de meio coração. O uso da nova cauda foi adiado, e a maioria das aeronaves de produção eram do modelo Nieuport 24bis, que reverteu para o plano de cauda do tipo "Nieuport 17" e leme retangular balanceado, mas era o mesmo que o 24. O Nieuport 27 usaria a nova cauda, juntamente com um novo material rodante de eixo dividido e "haste de cauda" ("tailskid") com mola interna. O Nieuport 24 manteve o "tailskid" de mola externa de madeira carenada usado nos tipos anteriores. Um motor giratório Le Rhône de 130 hp (97 kW) foi montado em um capô de alumínio escovado semelhante aos usados nos últimos modelos do Nieuport 17 e 23.
O armamento padrão do Nieuport 17, uma Vickers sincronizada de .303" (7,70 mm) foi mantido. Muitas fuselagens 24 e 24bis foram usadas como treinadores avançados de caças e voavam desarmadas.

## Histórico operacional

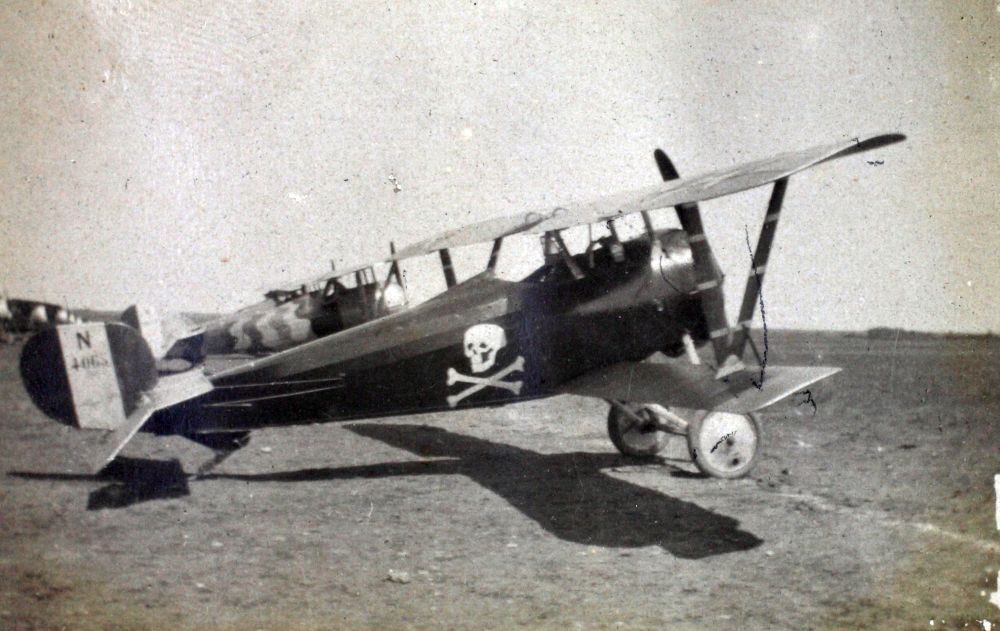
Trinadores Nieuport 24bis.

No verão de 1917, quando os Nieuport 24 e 24bis começaram a sair da linha de produção, muitos esquadrões de caças franceses estavam substituindo seus Nieuport 17 por SPAD S.VII, mas algumas unidades francesas mantiveram os Nieuports em 1918, quando estavam efetivamente obsoletos, embora o tipo fosse preferido por alguns, especialmente o famoso Charles Nungesser. A realização mais notável do tipo ocorreu quando os Nieuports da "Escadrille Spa.152" foram responsáveis por derrubar dois Zeppelins, o L49 e o L50 durante a noite de 19 a 20 de outubro de 1917.
Os aliados da França os operaram, incluindo os russos e os britânicos. Os russos continuariam a operar seus Nieuports durante a Guerra Civil Russa, e até receberam 20 Nieuport 24 construídos pela França após a abdicação do Czar. A produção de exemplares adicionais foi realizada pela Dux, que havia construído sob licença Nieuports anteriores. A produção foi realizada antes e depois da vitória soviética. Os soviéticos renomeariam a Dux para "GAZ No 1" (Государственный авиационный завод № 1 ou "Planta Estatal de Aviação Nº 1") e a produção continuou até pelo menos 1923. Exemplares permaneceram em serviço até pelo menos 1925.
No verão de 1917, o RFC ainda considerava as entregas de caças da Nieuport como uma prioridade, embora os 24 e 24bis fossem considerados tipos provisórios pendentes de entregas de Nieuport 27. As entregas do Royal Aircraft Factory S.E.5 começaram pouco depois, mas uma baixa taxa de produção forçou os britânicos a usar seus caças Nieuport operacionalmente em 1918.
Os japoneses compraram várias aeronaves padrão e de 1921 a 1923 construíram 102, com o trabalho iniciado pelo Arsenal do Exército em Tokorozawa até ser assumido pela Nakajima. Estes foram posteriormente designados como Ko 3, porém os japoneses não distinguiram entre o 24 e o 27, inicialmente chamando ambos de Ni 24. A maioria de seus Nieuport 24 foram equipados com motores Le Rhône 9C de 80 hp (60 kW). Os japoneses os operaram até 1926, muito mais tempo do que seus SPAD S.XIII, que foram aposentados em 1922.
Os americanos compraram um grande número de treinadores avançados Nieuport para suas escolas de vôo na França em novembro de 1917, que incluíam 227 Nieuport 24 e 16 Nieuport 24bis ou 121 Nieuport 24 e 140 Nieuport 24bis, dependendo de qual fonte for consultada, ilustrando a dificuldade em lidar com documentos originais sobreviventes que muitas vezes não distinguiam entre o 24, o 24bis e o 27.
Os soviéticos doaram um Nieuport 24 e outros tipos em 1921 ao rei Amanulá Cã do Afeganistão. Ainda existiam em 1924, quando o componente aéreo do Exército Afegão foi formado.

## Variantes
Nieuport 24 C.1
caça monoposto
Nieuport 24 E.1
caça-treinador desarmado monoposto, muitas vezes equipado com um Le Rhône 9C de 80 hp (59,7 kW)
Nieuport 24bis C.1
semelhante ao 24, mas usado cauda de metal anterior com um leme em forma de vírgula e uma cauda horizontal angular.
Nieuport 24bis E.1
caça-treinador desarmado monoposto, muitas vezes equipado com um Le Rhône 9C de 80 hp (59,7 kW)
Nieuport 25 C.1
Semelhante ao 24 ou 27, mas com motor giratório Clerget de 200 hp (149 kW). Muito poucos produzidos.
Nieuport 26 C.1
Desenvolvimento do 24, equipado com motor Hispano-Suiza V-8.
Nieuport 27 C.1
desenvolvimento do 24 com tailskid articulado e novo trem de pouso.
Nakajima 甲 3 (Ko 3)
designação japonesa para Nieuport 24/27 de construção local.
Nieuport B.Kh2
designação siamesa para Nieuport 24bis.

## Operadores
Afeganistão
- Força Aérea Afegã

 Brasil
- Forá Aérea Brasileira – operou 6 exemplares[14]

 Bulgária
- Força Aérea da Bulgária – Um 24bis capturado em 1917 foi operado[14]

 França
- Service Aéronautique
  - Cooperação do Exército 
    - Escadrille N.12[15]
    - Escadrille N.23[15]
    - Escadrille N.38[15]
    - Escadrille N.49[15]
    - Escadrille N.62[15]
    - Escadrille N.68[15]
    - Escadrille N.69[15]
    - Escadrille N.75[15]
    - Escadrille N.76[15]
    - Escadrille N.77[15]
    - Escadrille N.79[16]
    - Escadrille N.82[16]
    - Escadrille N.85[16]
    - Escadrille N.87[16]
    - Escadrille N.88[16]
    - Escadrille N.89[16]
    - Escadrille N.90[16]
    - Escadrille N.91[16]
    - Escadrille N.92[16]
    - Escadrille N.93[16]
    - Escadrille N.94[16]
    - Escadrille N.95[16]
    - Escadrille N.96[17]
    - Escadrille N.97[17]
    - Escadrille N.98[17]
    - Escadrille N.99[17]
    - Escadrille N.102[17]
    - Escadrille N.124[17]
    - Escadrille N.150[17]
    - Escadrille N.151[17]
    - Escadrille N.152[17]
    - Escadrille N.155[17]
    - Escadrille N.156[17]
    - Escadrille N.157[17]
    - Escadrille N.158[17]
    - Escadrille N.159[17]
    - Escadrille N.160[17]
    - Escadrille N.161[17]
    - Escadrille N.162[17]
    - Escadrille N.312[17]
    - Escadrille N.313[17]
    - Escadrille N.314[17]
    - Escadrille N.315[17]
    - Escadrille N.392[17]
    - Escadrille N.523[17]
    - Escadrille N.561[17]
    - Escadrille N.562[17]
    - Escadrille N.581[17]

  - Group de Combat 11[18]
    - Escadrille N.12[18]
    - Escadrille N.31[18]
    - Escadrille N.48[18]
    - Escadrille N.57[18]
    - Escadrille N.94[18]

  - Group de Combat 12[18]
    - Escadrille N.3[18]
    - Escadrille N.26[18]
    - Escadrille N.73[18]
    - Escadrille N.103[18]

  - Group de Combat 13[18]
    - Escadrille N.15[18]
    - Escadrille N.65[18]
    - Escadrille N.84[18]
    - Escadrille N.124[18]

  - Group de Combat 14[18]
    - Escadrille N.75[18]
    - Escadrille N.80[18]
    - Escadrille N.83[18]
    - Escadrille N.86[18]

  - Group de Combat 15[18]
    - Escadrille N.78[18]
    - Escadrille N.92[18]
    - Escadrille N.93[18]
    - Escadrille N.112[18]

  - Provisional Groupe de Bonneuil[18]
    - Escadrille N.82[18]
    - Escadrille N.153[18]
    - Escadrille N.154[18]
    - Escadrille C46[18]

 Estónia
- Força Aérea da Estônia – operu vários exemplares no pós-guerra.[14]

 Grécia

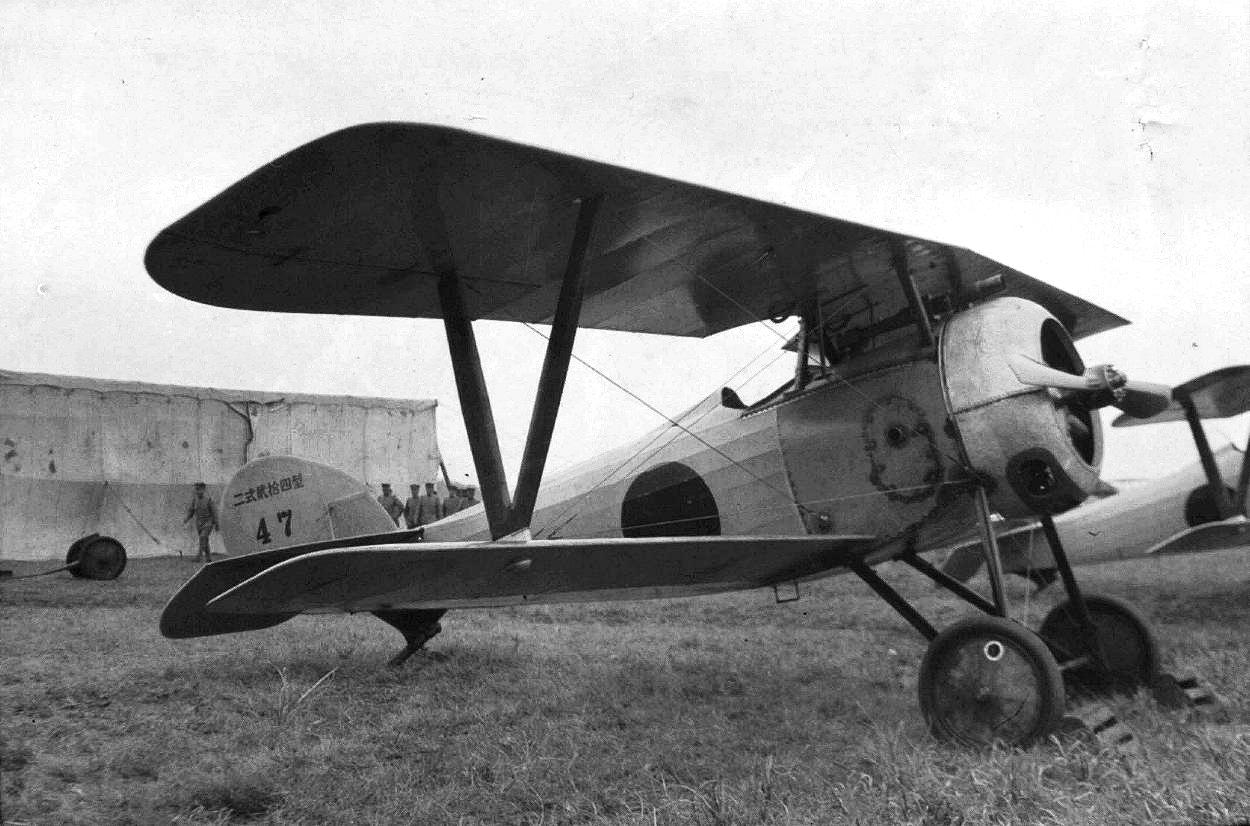
Um Nakajima Ko-3 japonês, um Nieuport 24 construído sob licença.

- Força Aérea Grega – operou cerca de 20 Nieuport 24bis no pós-guerra.[14]

 Letônia
- Força Aérea Letã – operou cerca de 11 exemplares antes pertencentes à Rússia, no pós-guerra.[14]

 Japão
- Serviço Aéreo do Exército Imperial Japonês – construído pela Nakajima[14]

 Polónia
- Força Aérea Polonesa – operou 1 Nieuport 24 e 5 Nieuport 24bis antes pertencente à Rússia.[14]

 Roménia
- Força Aérea Romena – operou vários Nieuport 24.[14]

 Rússia
- Serviço Aéreo da Rússia Imperial – operou 20 Nieuport 24, mais alguns exemplares fabricados na Rússia pela Dux.[12]

 Sérvia
- Força Aérea da Sérvia[19]

 Sião
- Força Aérea Real Tailandesa

 Turquia
- Força Aérea Turca

 Reino Unido
- Royal Flying Corps/Royal Air Force[20]
  - Esquadrão 1 do RFC[12]
  - Esquadrão 29 do RFC[12]
  - Esquadrão 40 do RFC[12]
  - Esquadrão 111 do RFC[12]
  - Esquadrão 113 do RFC[12]

 União Soviética
- Força Aérea Soviética – operou aviões do antigo Serviço Aéreo Imperial.

 Estados Unidos
- Forças Expedicionárias Americanas
- Serviço Aéreo do Exército dos Estados Unidos – operou vários Nieuport 24 e Nieuport 24bis como treinadores.[12]

## Especificações (Nieuport 24 C.1)
Dados de: Nieuport 24/27 at war! e Nieuport 1875-1911
Descrições gerais
- Tripulação: 1 piloto
- Comprimento: 5,87 m (19 ft)
- Envergadura: 8,21 m (27 ft)
- Envergadura enflechada: 7,82 m (26 ft)
- Altura: 2,40 m (7,9 ft)
- Área alar: 14,75 m² (159 ft²)
- Peso vazio: 355 kg (783 lb)
- Peso bruto (carregado): 547 kg (1 210 lb)

Motorização
- Número de motores: 1x
- Tipo do motor: Le Rhône 9Ja ou Le Rhône 9Jb giratório de 9 cilindros a pistão refrigerado a ar ou .
- Potência por motor: 120 hp (89,5 kW)
- Descrição do propulsor/hélice: Hélice de madeira de passo fixo de 2 pás Levasseur 549 ou Régy 354 ou Chauviere 2228

Performance
- Velocidade máxima: 176 km/h (109 mph)
- Autonomia: 2:15 hs
- Razão de subida: 5.8 m/s
- Tecto de serviço: 6 900 m (22 600 ft)

Armamentos
- Metralhadoras/canhões: 

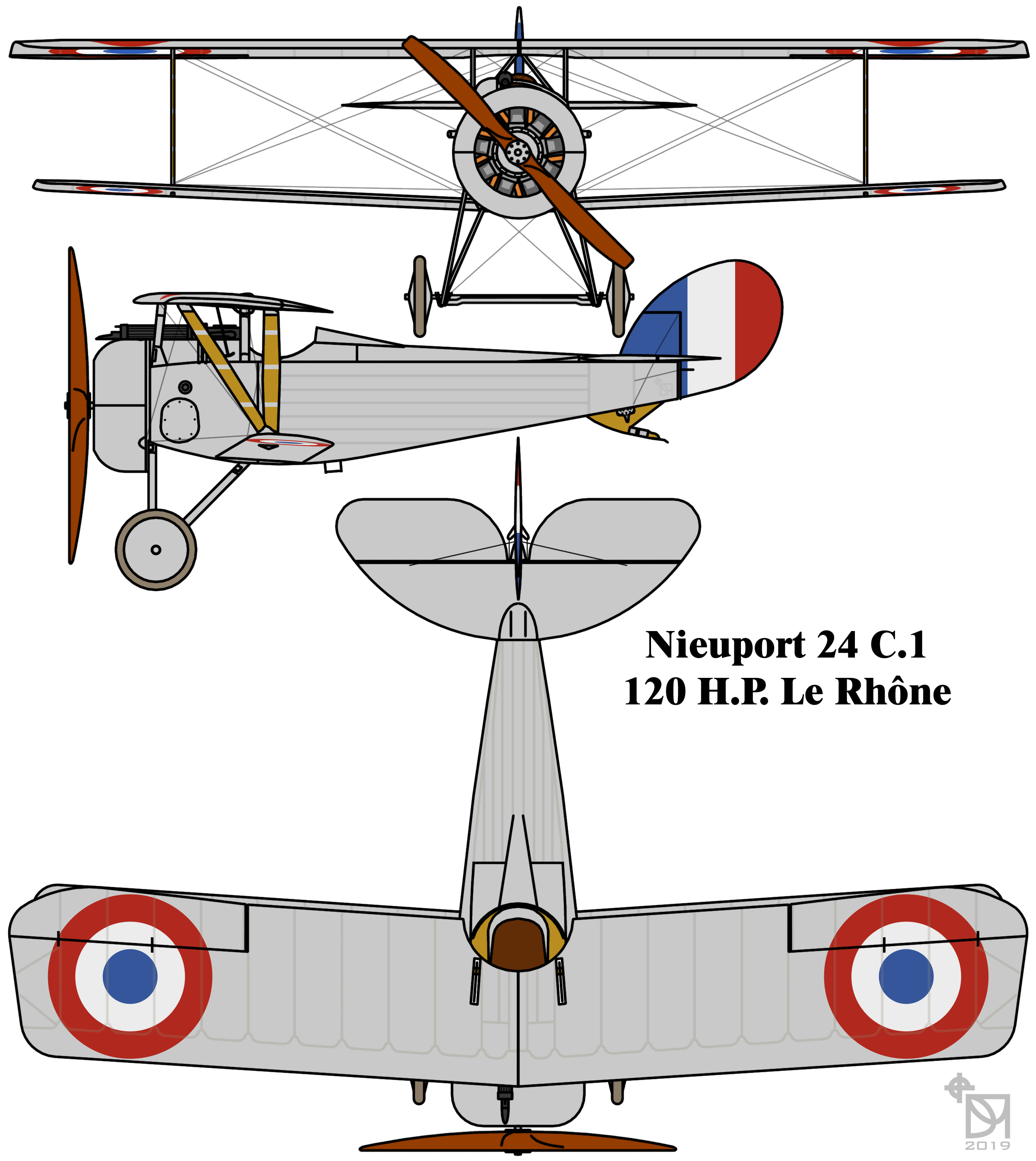
Ilustração do Nieuport 24 C.1.

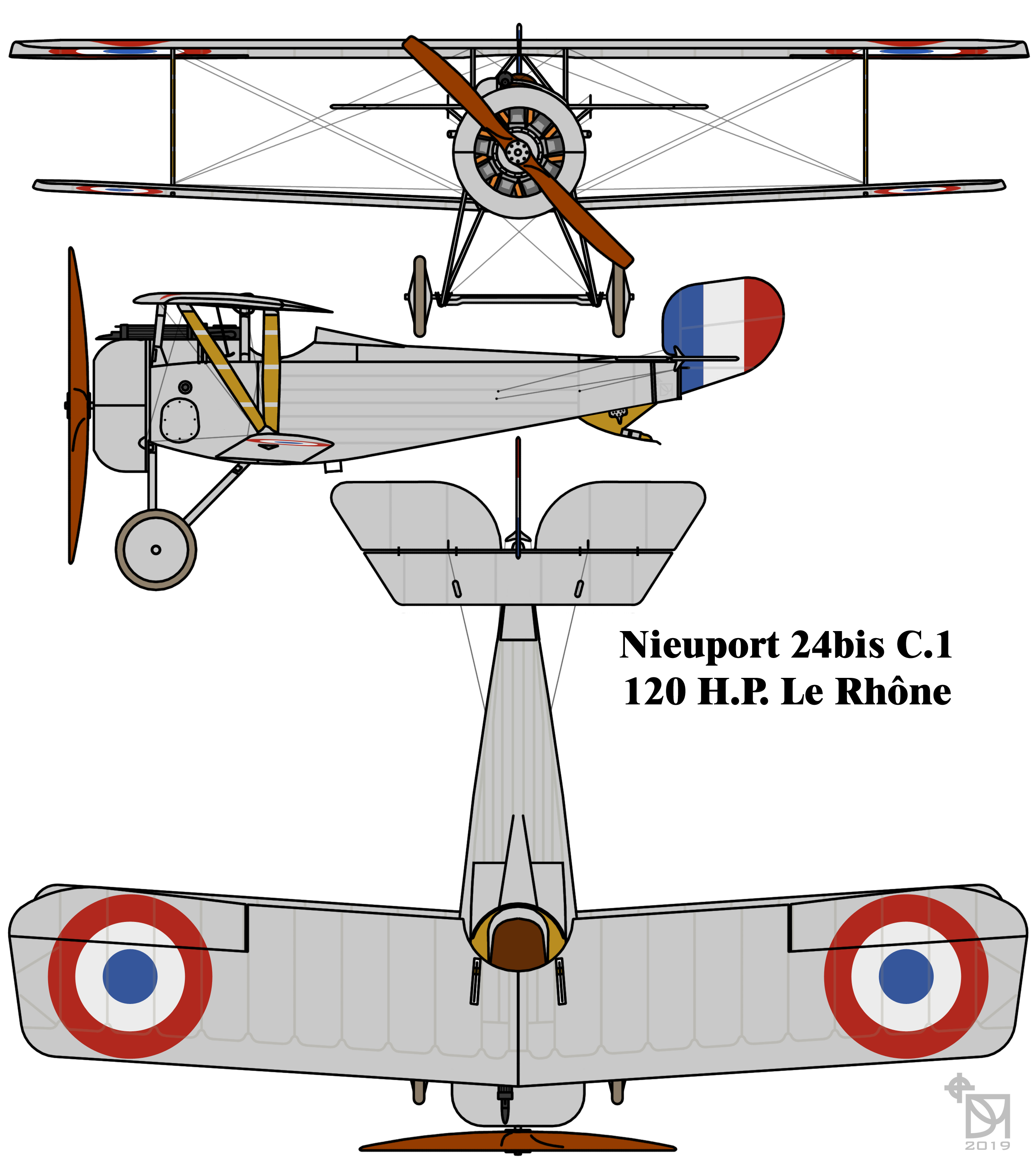
Ilustração do Nieuport 24bis C.1.

  - Na França ou na Rússia, 1 metralhadora Vickers frontal de .303" (7,7 mm), opcionalmente uma metralhadora Lewis do mesmo calibre em uma montagem sobre uma montagem sobre a asa.
  - No serviço britânico, 1 metralhadora Lewis em uma montagem Foster sobre a asa.
  - No serviço americano, sem armamento.